# عبد الله بن مخرمة
عبد الله بن مخرمة العامري صحابي من السابقين إلى الإسلام. هاجر إلى الحبشة الهجرة الثانية، ثم هاجر إلى يثرب، وشهد مع النبي محمد المشاهد كلها، ثم شارك بعد وفاة النبي محمد في حروب الردة، وقُتل في معركة اليمامة.

## سيرته
ينتمي عبد الله بن مخرمة بن عبد العزى بن أبي قيس إلى بني عامر بن لؤي أحد بطون قريش، وقد أسلم قديمًا في مكة، واختلف المؤرخون في هجرته إلى الحبشة، فقال الواقدي أنه هاجر الهجرتين إلى الحبشة، وقال ابن إسحاق أنه هاجر الثانية مع جعفر بن أبي طالب، ولم يذكره موسى بن عقبة وأبو معشر البلخي في المهاجرين إلى الحبشة سواء الهجرة الأولى أو الثانية.
إلا أن المؤكد أن عبد الله بن مخرمة قد هاجر إلى يثرب حيث نزل على كلثوم بن الهدم، وآخى النبي محمد بينه وبين فروة بن عمرو البياضي. وقد شهد عبد الله مع النبي محمد غزواته كلها. وبعد وفاة النبي محمد، شارك ابن مخرمة في حروب الردة، وقُتل يوم اليمامة سنة 12 هـ، وهو عمره يومها 41 سنة، وقد توفي عبد الله وله من الولد مُساحق أمه زينب بنت سراقة بن المعتمر العدوية.